# Martin Lundgren
Martin Lundgren, född 21 juni 1871 i Hörups församling, Kristianstads län, död 1968, var en svensk målare.
Han var son till snickaren Jöns Lundgren och Karna Svensdotter och från 1900 gift med Ida Lundgren. Han reste till Amerika 1893 och var där först verksam som dekorationsmålare. Han studerade konst vid Art Institute of Chicago 1904-1908. Han medverkade i ett flertal amerikanska samlingsutställningar och var representerad vid den svensk-amerikanska vandringsutställningen i Sverige 1920 samt i den svensk-amerikanska konstutställningen i Göteborg 1923. Bland hans offentliga arbeten märks en fresk i Columbus stadskapitol. Lundgren är förutom museum i USA representerad vid Smålands museum i Växjö.